# Kräftiger Investitionsstoß
Als kräftigen Investitionsstoß oder auch engl. Big Push bezeichnet einen massiven Förderungsschub in Entwicklungsländern, bei dem ein so genannter Entwicklungssprung ausgelöst werden soll.
Begriff und Konzept gehen auf den österreichischen Ökonomen Paul Rosenstein-Rodan zurück. Der Big Push zählt als Hauptkomponente der Entwicklungsstrategie des gleichgewichtigen Wachstums. Nach dieser Strategie kann ein selbsttragendes Wirtschaftswachstum in Entwicklungsländern nur durch einen kräftigen Investitionsimpuls bei gleichzeitigem massivem Kapitaleinsatz in allen Wirtschaftssektoren angeschoben werden. Der Teufelskreis der Armut soll also nicht durch eine Vielzahl kleiner Schritte, sondern durch ein sorgfältig aufeinander abgestimmtes Investitionsbündels durchbrochen werden.